# Morsano al Tagliamento
Morsano al Tagliamento é uma comuna italiana da região do Friuli-Venezia Giulia, província de Pordenone, com cerca de 2.764 habitantes. Estende-se por uma área de 32 km², tendo uma densidade populacional de 86 hab/km². Faz fronteira com Camino al Tagliamento (UD), Cordovado, Fossalta di Portogruaro (VE), San Michele al Tagliamento (VE), San Vito al Tagliamento, Sesto al Reghena, Teglio Veneto (VE), Varmo (UD).

## Demografia
| Variação demográfica do município entre 1861 e 2011                               |
|                                                                                   |
| Fonte: Istituto Nazionale di Statistica (ISTAT) - Elaboração gráfica da Wikipedia |